# Leishmania infantum
Leishmania infantum (также L. donovani infantum) — вид жгутиконосных паразитических протистов рода Leishmania, возбудитель зоонозного висцерального лейшманиоза (детский лейшманиоз). Естественным резервуаром являются представители семейства псовых, переносчиком — москиты (Lutzomyia, Phlebotomus). Распространена преимущественно в бассейне Средиземного моря и Латинской Америке. В Новом Свете распространён синоним — Leishmania chagasi: ранее считалось, что это разные виды, но как изоферментный, так и молекулярно-биологический анализ показал, что эти два вида неразличимы. Наряду с L. donovani включается в комплекс L. donovani.